# متسلسلة زمنية

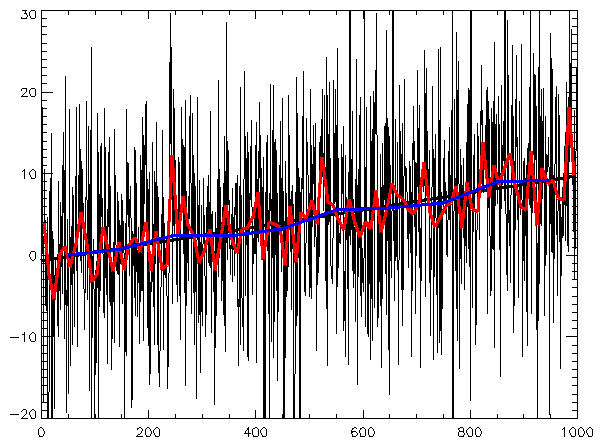
Time series: random data plus trend, with best-fit line and different smoothings

السلسلة الزمنية هي مجموعة القياسات المسجلة لمتغير واحد أو أكثر مرتبة حسب زمن وقوعها.
رياضياً: نقول أن متغير الزمن المستقل (t) والقيم المناظرة له المتغير التابع (y) وإن كل قيمة في الزمن t يقابلها قيم للمتغير التابع y فإن y دالة في الزمن t أي (y = F(t.
من الأمور الطبيعية والواجبة للحكومات والمؤسسات والشركات التجارية منها والصناعية والتعليمية وغيرها بالتخطيط لمستقبلها لتحقيق الأهداف الخاصة والعامة وتقديم كافة الخدمات والوصول لحالة العدل والاستقرار للمجتمع والعمل على أتحاذ قرارات التنبؤ بوقوع الأحداث قبل وقوعها في كافة أوجه النشاط التي تخص المجتمع، وتعتبر السلاسل الزمنية من أهم أساليب التنبؤ حول المستقبل من خلال وقائع الأمس واليوم.
من أهم السلاسل الزمنية تلك الخاصة بالمؤشرات الاقتصادية والمبيعات السنوية للشركات بكافة أوجه نشاطاتها والتعليم وحجم السكان وما شابه ذلك.
والتغير الذي يحدث في قيم متغير السلسلة الزمنية أو قيم متغيراتها يعتبر دالة في الزمن يمكن تمثيلها بيانياً باتخاذ المحور الأفقي للزمن والرأسي لقيم المتغير

## التحليل
طريقة المربعات الصغرى

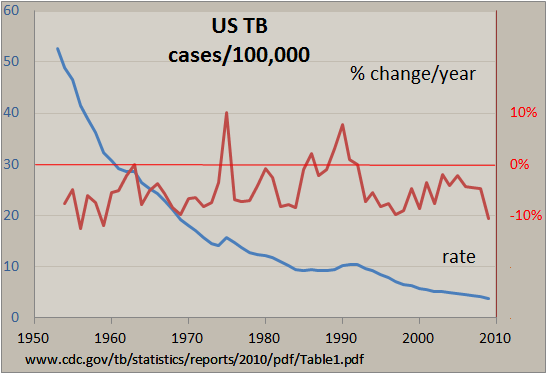
داء السل في الولايات المتحدة بين عامي 1953 و2009

طريقة المربعات الصغرى هي المفهوم الثاني لتقدير مكونات الميل للسلاسل الزمنية. قدمت الطريقة
في قسم تحليل الانحدار. نختار مجموعة التوابع التي تصف الميل كتابع للزمن وتقدير عناصر هذه التوابع.
تصغر قيم العناصر مجموع الانحرافات المربعة للميل عن البيانات الأصلية: